# Bovekerke
Bovekerke is een dorp in de Belgische provincie West-Vlaanderen en een deelgemeente van Koekelare. Het was een zelfstandige gemeente tot aan de gemeentelijke herindeling van 1971. Naast de hoofdgemeente Koekelare grenst Bovekerke nog aan de dorpjes Vladslo (een deelgemeente van Diksmuide) en Werken (een deelgemeente van Kortemark). Bovekerke telt een 1000-tal inwoners.

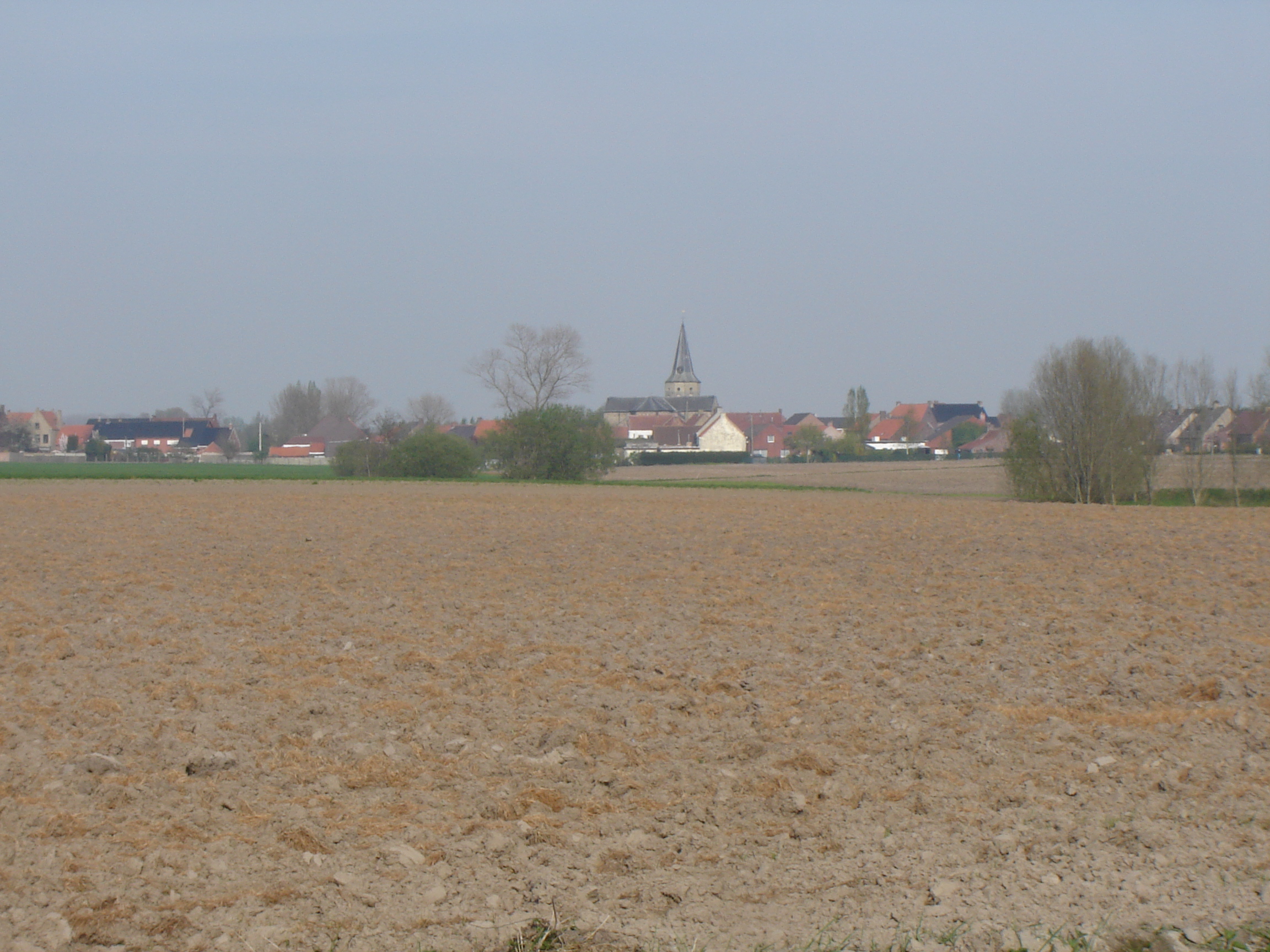
Uitzicht op Bovekerke

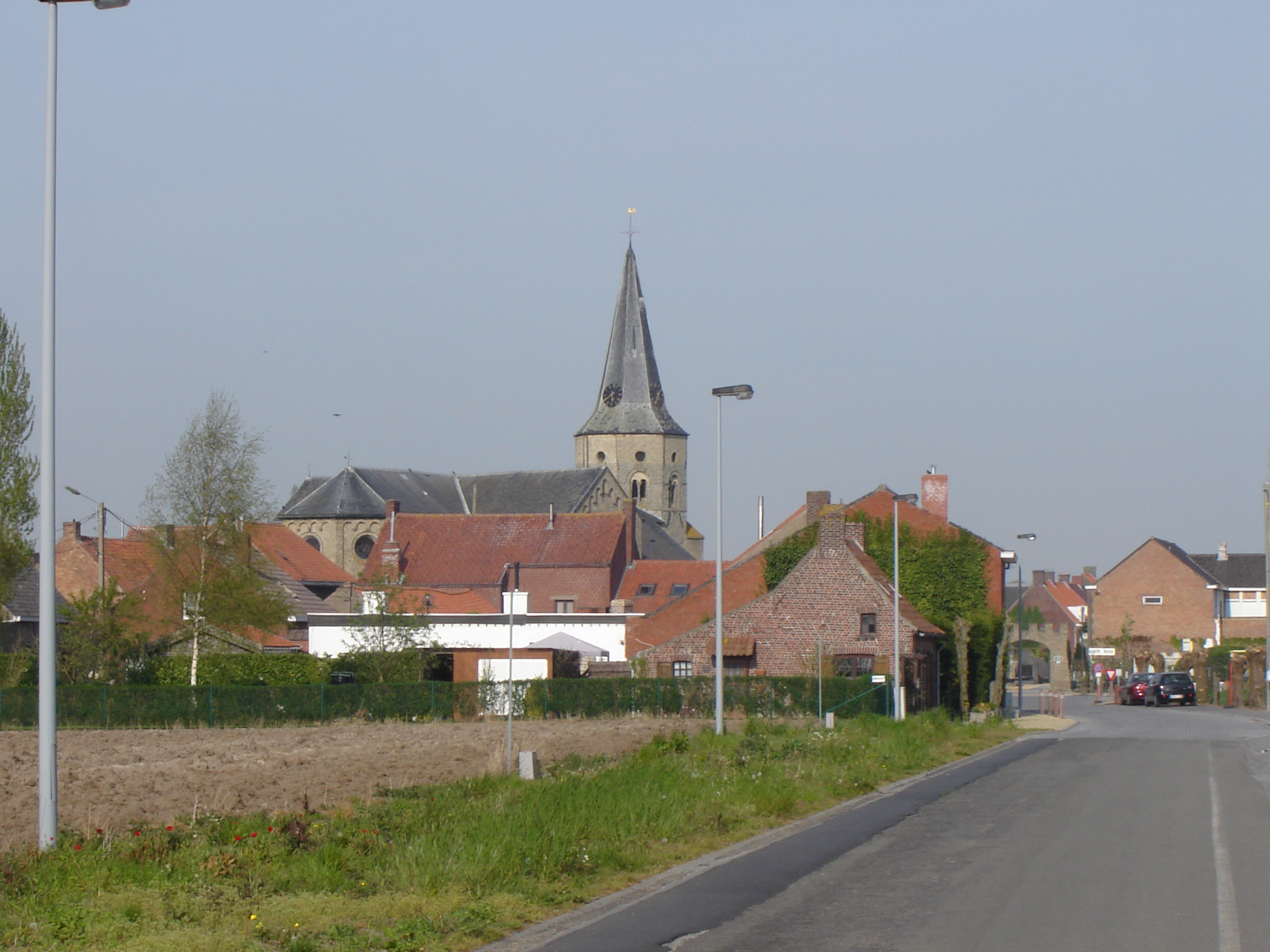
Dorpscentrum

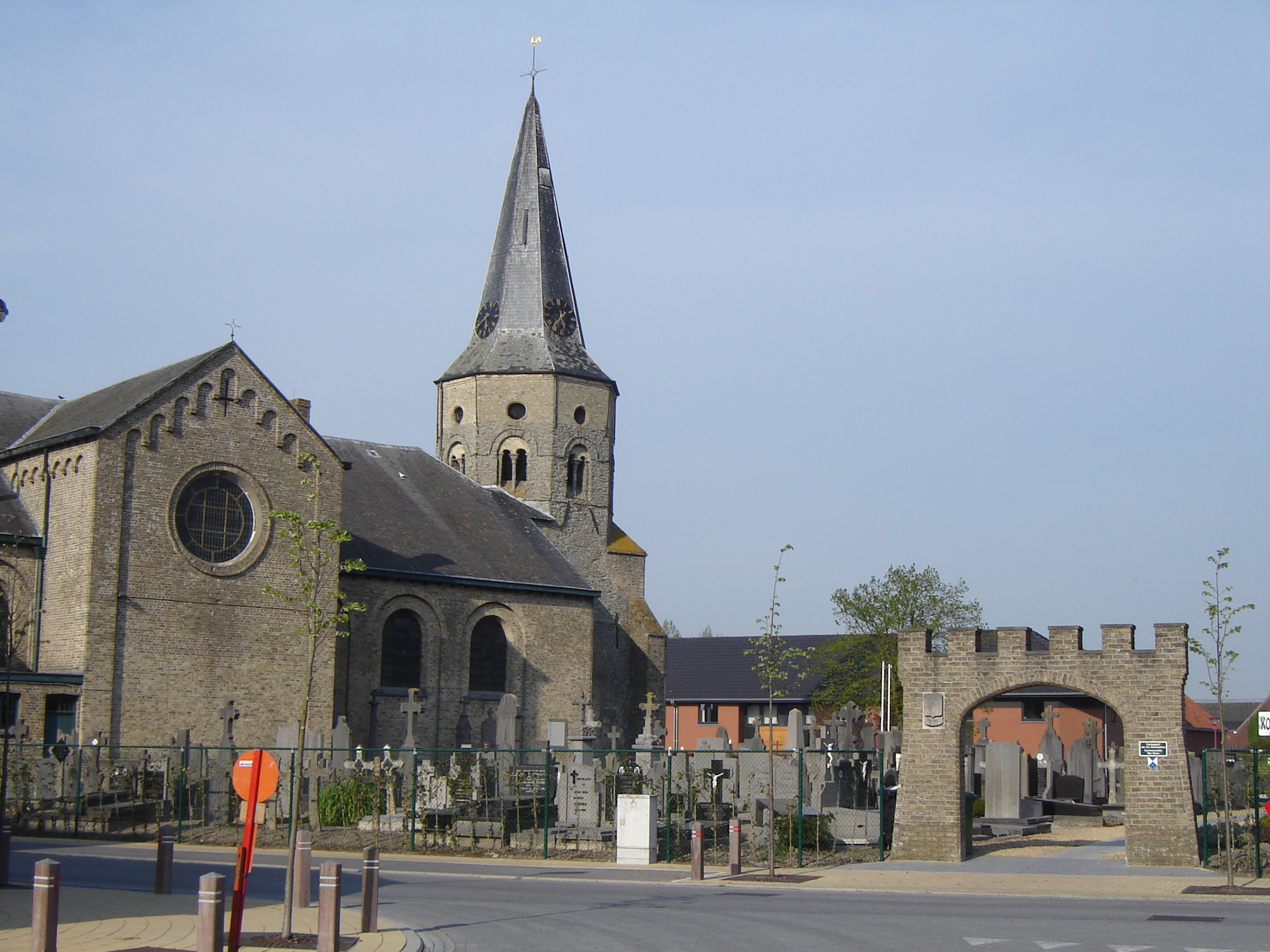
Sint-Gertrudiskerk, poort en kerkhof

## Geschiedenis
Bovekerke werd voor het eerst vermeld in 1119, als Bovenkyrke.  De heerlijkheid Hof van Bovekerke was afhankelijk van het Eeckhof te Esen, wat dan weer een grafelijk leen was. Vanaf 1501 of eerder waren de heren van Koekelare ook heren van Bovekerke. De nederzetting ontstond als een ontginning van de woeste gronden, vanuit Koekelare, Vladslo en/of Werken. Het patronaatsrecht van de parochie werd in 1119 verleend aan de Abdij van Sint-Bertinus te Sint-Omaars.
Tot de nijverheid behoorde de vervening, waaraan de naam Moervijverweg haar naam ontleent. De hierbij ontstane putten werden tot in de 18e eeuw nog als visvijvers gebruikt, waarna ze verlandden. Ook werd leem gewonnen voor de keramische nijverheid, en vanaf de 18e eeuw of eerder werd ook de vlasnijverheid beoefend.
In 1847 werd door twee Bovekerkse dames de Congregatie van de Heilige Vincentius gesticht. Aan de huidige Oudstrijdersstraat werd in de 2e helft van de 19e eeuw een klooster gebouwd. De congregatie sloot zich in 1909 aan bij de Zusters van Maria van Pittem.
Op 16 en 17 oktober vond strijd om het dorp plaats tussen Duitse en geallieerde troepen, waarop de Duitsers het dorp innamen. Op 17 september 1917 werd het dorp beschoten door de oprukkende geallieerden, waarbij aanzienlijke schade werd aangericht. Op 9 november 1917 werd het dorp door de Duitsers geëvacueerd. Ook tijdens de Tweede Wereldoorlog werden Duitse troepen te Bovekerke gehuisvest.

## Demografische ontwikkeling
- Bronnen:NIS, Opm:1831 tot en met 1961=volkstellingen

## Bezienswaardigheden
- De driebeukige Sint-Gertrudiskerk is in baksteen opgetrokken in 1848. Van de vroegere laatromaanse kerk is de achthoekige toren nog bewaard. Deze toren dateert uit de 12de eeuw en zou daarmee het oudste gebouw uit Koekelare zijn, en is bovendien een beschermd monument. Typisch zijn de rondboogvensters met deelzuiltjes. De toren was aanvankelijk een vieringtoren, maar de vroegere dwarsbeuk is verdwenen. Tijdens de Eerste Wereldoorlog werd de toren als uitkijktoren gebruikt, de kerk werd als hospitaal gebruikt. Binnen de kerk bevinden zich nog onder andere een kansel uit het midden van de 17de eeuw, twee biechtstoelen uit de 18de eeuw en diverse andere antieke stukken meubilair en kunststukken.
- Rond het kerkje bevindt zich het Kerkhof van Bovekerke. Op dit kerkhof bevindt zich het graf van een onbekende Britse piloot die gesneuveld is tijdens de Eerste Wereldoorlog. In 2007 zou echter na grondig speurwerk de identiteit van het slachtoffer achterhaald zijn door leden van de Archeologische Kring Spaenhiers VZW.[1][2] Het zou gaan om sergeant William Harold Roebuck. Op de website van de Commonwealth War Graves Commission is echter nog geen melding gemaakt van deze ontdekking.[3]

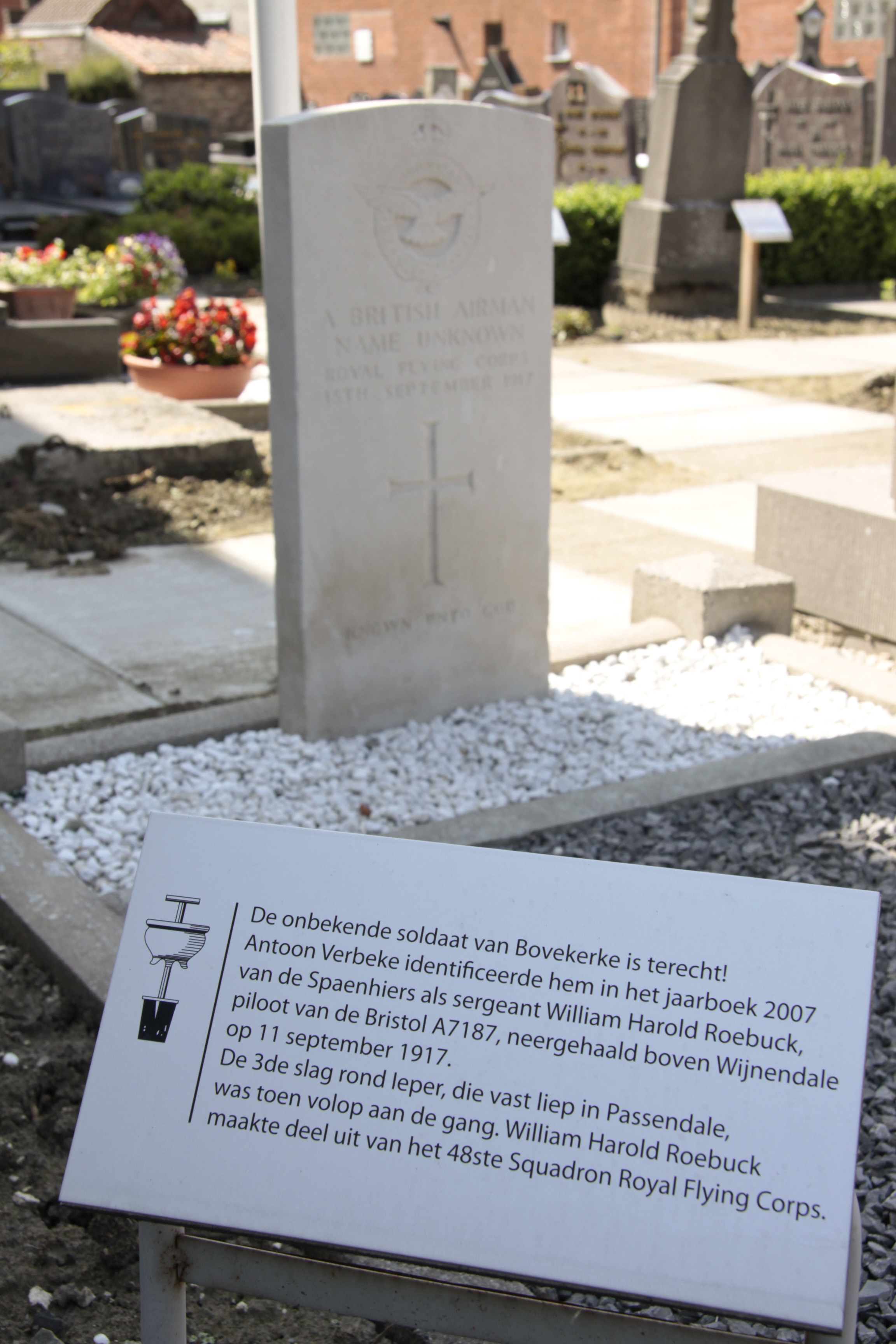
Graf van William Harold Roebuck

## Natuur en landschap
Bovekerke behoort tot Zandig Vlaanderen en het gebied heeft een hoogte van 10 tot 21 meter. De kom ligt op ongeveer 15 meter hoogte. De beken wateren af naar het zuidwesten, in de richting van de Handzamevaart. Ten noorden van het dorp vindt men het Arboretum van Koekelare en het Koekelarebos.

## Politiek
Bovekerke had een eigen gemeentebestuur en burgemeester tot de gemeentelijke fusie van 1971. Burgemeesters waren onder meer:
- 1813- mei 1820 : Pieter Van Acker
- juni 1820 - 1853 : Hubertus Proot
- 1854-1865 : Albert Van Acker
- 1872-1877 : Pieter Van Acker
- 1933-1934 : Guillaume Hemeryck (Liberale Partij)[4], waarnemend burgemeester ter vervanging van de zieke Jules Boone en van augustus 1936-1939 burgemeester als opvolger van Gustaaf Vansevenant
- 1948-1964 : Prosper Pollet
- 1964-1970 : Gerard Vansevenant

## Nabijgelegen kernen
Vladslo, Werken, Edewalle

## Trivia
Sint-Gertrudis is de patroonheilige van Bovekerke.